# 넓적꼬리도마뱀붙이속
넓적꼬리도마뱀붙이속(Phyllurus)은 호주에 서식하는 작은 속이다. 뛰어난 위장술 때문에 원래의 야생 서식지에서는 거의 목격하기 힘든데, 부분적으로는 몸 곳곳에 난 뾰족한 결절(en:tubercle)이 윤곽을 불명확하게 해주는 덕택이다.
P. caudiannulatus, P. gulbaru, P. kabikabi를 제외한 대부분의 종들은 꼬리가 굉장히 납작하고 이파리 모양을 띈다. 이 종들 중 하나는 최근에 잎꼬리도마뱀붙이속에 재등록되었다. 넓적꼬리도마뱀붙이속은 마다가스카르의 납작꼬리도마뱀붙이속을 닮았다. 이 둘은 유전적으로 가깝지 않으므로 수렴진화의 예시라고 할 수 있다

## 하위
다음과 같은 종이 인정받고 있다.
- Phyllurus amnicola Couper et al., 2000  – Mount Elliot leaf-tailed gecko
- Phyllurus caudiannulatus Covacevich, 1975 – Bulburin leaf-tailed gecko
- Phyllurus championae Couper et al., 2000– Champion's leaf-tailed gecko
- Phyllurus gulbaru Hoskin, Couper & Schneider, 2003 – Gulbaru leaf-tailed gecko.
- Phyllurus isis Couper, Covacevich & Moritz, 1993 – Mount Blackwood leaf-tailed gecko
- Phyllurus kabikabi Couper, Hamley & Hoskin, 2008 – Oakview leaf-tailed gecko
- Phyllurus nepthys Couper, Covacevich & Moritz, 1993 – Eungella leaf-tailed gecko
- Phyllurus ossa Couper, Covacevich & Moritz, 1993 – Mackay Coast leaf-tailed gecko
- Phyllurus platurus (Shaw, 1790) – broad-tailed gecko

북방잎꼬리도마뱀붙이(en:Northern leaf-tailed gecko)는 Phyllurus cornutus(오길비, 1892)에서 Saltuarius cornutus이 되었다.
주의사항(en:Nota bene): 삽입어구의 이명 명명자(en:Binominal nomenclature)는 원래 해당 종을 넓적꼬리도마뱀붙이속(Phyllurus)과는 다른 속에 속한 것으로 기술했을지도 모른다.

## 참고 문헌
- Schinz HR. 1822. Das Thierreich eingetheilt nach dem Bau der Thiere als Grundlage ihrer Naturgeschichte und der vergleichenden Anatomie von dem Hern Ritter von Cuvier. Zweiter Band [Volume 2]. Reptilien, Fische, Weichthiere, Ringelwürmer. Stuttgart and Tübingen: J.G. Cotta. xvi + 835 pp. (Phyllurus, new genus, p. 79). (in German and Latin).